# Дармстетер, Арсен
Арсе́н Дармстете́р (фр. Arsène Darmesteter; 5 января 1846, Шато-Сален, — 16 ноября 1888, Париж) — французский филолог, специалист по иудаизму. Старший брат востоковеда Джеймса Дармстетера (1849—1894).
Его родители были евреями и готовили сына в раввины; но в 1869 году Дармстетер поступил в парижскую Школу высших исследований, посвятил себя романской филологии; в 1867 году учился у Гастона Париса, специалиста по Средневековью. Впоследствии стал профессором в Сорбонне.
Наиболее капитальный труд Дармстетера — восстановление средневекового французского языка, главным образом на основании тех французских слов, которые встречаются у французских комментаторов Талмуда в XI и следующих веках (Раши и др.). По поводу его труда «Жизнь слов» (La Vie des mots étudiée dans leurs significations, 1887) Анатоль Франс, отмечая, что он как «некий Дарвин в области грамматики и лексики» применяет к словам эволюционные теории, писал:
Господин Дармстетер — лингвист, обладающий умом одновременно и аналитическим и обобщающим, постепенно доходящим до высот философии речи. Его мощный и строго логический ум создает определенный метод и воздвигает законченную систему.
Сочинения Дармстетера изданы его младшим братом Джеймсом: «Arsène Darmesteter, Reliques scientifiques» (Париж, 1890).
На русский язык переведён этюд Дармстетера «О Талмуде» («Восход», 2, 3 и 4 книги 1893).